# Numb (Linkin-Park-Lied)
Numb (zu deutsch: "betäubt" oder "gefühllos") ist ein Song der US-amerikanischen Rockband Linkin Park. Es ist die dritte Singleauskopplung des zweiten Studioalbums, Meteora. Die Veröffentlichung als Single erfolgte am 8. September 2003.
Ein Jahr später wurde das Lied auch für das Mashup-Album Collision Course zusammen mit Jay-Z als Numb/Encore neu aufgenommen.

## Musikvideo
Das Musikvideo wurde hauptsächlich in Prag gedreht, wobei der Auftritt der Band in einer Kathedrale aufgrund gesundheitlicher Probleme von Chester Bennington in Los Angeles gedreht wurde. Regie führte der Band-DJ Joe Hahn.
Das Video handelt von einer jungen Schülerin, gespielt von Briana Evigan, die sozial ausgegrenzt wird und mit innerlichen Problemen kämpft. Sie ist in sich gekehrt und verbringt ihre Zeit mit Zeichnen von Bildern, was eine Anlehnung an den Song Breaking the Habit ist, welcher ursprünglich Drawing hieß. In der Schule wird sie dabei von Lehrern und Schülern gehänselt und ausgelacht. Als sie fällt, hilft ihr niemand auf und als sie sich zu anderen Mädchen hinsetzt, stehen diese auf und gehen. Auf ihrem linken Arm ist das Wort „Numb“ (dt. „gefühlslos“) eingeritzt. In ihrem Zimmer schmeißt sie aus Wut Farbe auf die Leinwand und läuft schließlich in jene Kathedrale, in der die Band spielte, als ob sie die Band gehört hätte, diese ist jedoch spurlos verschwunden.
Im Jahr 2018 erreichte das Video 15 Jahre nach seiner Veröffentlichung auf YouTube eine Milliarde Klicks, da Fans nach dem Tod Chester Benningtons im Jahr 2017 eine inoffizielle Kampagne zur Steigerung der Popularität des Videos starteten.

## Kommerzieller Erfolg
Numb ist eine der kommerziell erfolgreichsten Singles von Linkin Park. Nur In the End war in den US-Billboard Hot 100 länger gelistet als Numb. In den Vereinigten Staaten wurde sie zudem mit 4-fach-Platin ausgezeichnet. In Deutschland und in der Schweiz wurde die jeweilige Höchstposition nach Chester Benningtons Tod im Juli 2017 erreicht. Zuvor hatte die Single Platz 19 bzw. 15 erreicht. In Österreich wurde Numb 2017 erstmals in den Charts geführt. Im Juni 2023 erhielt die Single eine 7-fache Goldene Schallplatte für über 1,05 Millionen verkaufte Einheiten in Deutschland. Es zählt damit zu den meistverkauften Singles des Landes.

### Chartplatzierungen
| ChartsChartplatzierungen            | Höchstplatzierung | Wochen |
| ----------------------------------- | ----------------- | ------ |
| Deutschland (GfK)                   | 13 (… Wo.)        | …      |
| Österreich (Ö3)                     | 8 (33 Wo.)        | 33     |
| Schweiz (IFPI)                      | 5 (46 Wo.)        | 46     |
| Vereinigte Staaten (Billboard)      | 11 (33 Wo.)       | 33     |
| Vereinigte Staaten (Billboard Rock) | 1 (30 Wo.)        | 30     |
| Vereinigtes Königreich (OCC)        | 14 (10 Wo.)       | 10     |

| ChartsJahrescharts (2003) | Platzierung |
| ------------------------- | ----------- |
| Deutschland (GfK)         | 92          |

| ChartsJahrescharts (2004)      | Platzierung |
| ------------------------------ | ----------- |
| Vereinigte Staaten (Billboard) | 33          |

### Auszeichnungen für Musikverkäufe
| Land/Region                  | Auszeichnungen für Musikverkäufe (Land/Region, Auszeichnung, Verkäufe) | Verkäufe  |
| ---------------------------- | ---------------------------------------------------------------------- | --------- |
| Australien (ARIA)            | Gold                                                                   | 35.000    |
| Dänemark (IFPI)              | 2× Platin                                                              | 180.000   |
| Deutschland (BVMI)           | 7× Gold                                                                | 1.050.000 |
| Italien (FIMI)               | 3× Platin                                                              | 300.000   |
| Japan (RIAJ)                 | Gold                                                                   | 100.000   |
| Neuseeland (RMNZ)            | 5× Platin                                                              | 150.000   |
| Portugal (AFP)               | 6× Platin                                                              | 60.000    |
| Schweiz (IFPI)               | Gold                                                                   | 20.000    |
| Spanien (Promusicae)         | 2× Platin                                                              | 120.000   |
| Vereinigte Staaten (RIAA)    | 4× Platin                                                              | 4.000.000 |
| Vereinigtes Königreich (BPI) | 3× Platin                                                              | 1.800.000 |
| Insgesamt                    | 4× Gold · 28× Platin ·                                                 | 7.815.000 |

Hauptartikel: Linkin Park/Auszeichnungen für Musikverkäufe